# جمشید هاشمی
جمشید هاشمی (انگلیسی: Jamshid Hashemi; ۲۵ آوریل ۱۹۳۶ – ۲۶ اوت ۲۰۱۳) یک دلال اسلحه ایرانی و جاسوس ام آی ۶ بود که در سال ۱۹۹۹ در انگلستان به جرم کلاهبرداری محکوم شد. هاشمی یک رابطه ۹ ساله با سازمان اطلاعاتی بریتانیا داشت که از زمان ورودش به انگلستان در سال ۱۹۸۴ شکل گرفت. او به همراه برادرش سیروس هاشمی در ماجرای ایران-کنترا نقش داشتند.

## زندگی‌نامه
هاشمی و برادرش سیروس هاشمی از انقلاب ایران حمایت می‌کردند. جمشید با برادر مهدی کروبی، حسن در رادیو همکاری می‌کرد. هاشمی و برادرش بعد از انقلاب به آمریکا رفتند که در ماجرای ایران-کنترا نقش داشتند.
هاشمی در کانکتیکات شرکتی به نام RRC تأسیس نمود که به کمک آن اسلحه به ایران می‌فرستاد. در سال ۱۹۸۴ هاشمی توسط سی آی ا خبردار شد که اف‌بی‌آی به دلیل شکستن تحریمهای ایران به دنبال وی است. هاشمی و برادرش فوراً به انگلستان فرار کردند که سیروس هاشمی در زمان کمی به دلیل سرطان خون درگذشت.
جمشید هاشمی به سازمان اطلاعات بریتانیا ملحق شد. هاشمی به کمک سازمان اطلاعات بریتانیا ۳۵۰ میلیون دلار موشک کرم ابریشم (موشک) از چین به ایران می‌فرستاد.
در سال ۱۹۹۷ هاشمی در دوبلین ایرلند توسط مأموران آمریکایی دستگیر شد. در این زمان او به جرم کلاهبرداری و رابطه تجاری نامعلوم با ایران مورد دادرسی قرار گرفت و به سه سال زندان محکوم شد. قاضی به دلیل کمکهای زیاد وی به سازمان اطلاعاتی بریتانیا در مجازات وی تخفیف قائل شد.